# Neocentrophyidae
Famille
Les Neocentrophyidae sont une famille de Kinorhynches.
Ce sont de petits invertébrés faisant partie du meiobenthos.
On connaît quatre espèces dans deux genres.

## Liste des genres
Selon WRMS et ITIS :
- Neocentrophyes Higgins 1969
- Paracentrophyes Higgins, 1983

## Référence
- Higgins, 1969 : Indian Ocean Kinorhyncha, 2: Neocentrophyidae, a new homalorhagid family. Proceedings of the Biological Society of Washington, vol. 82, p. 113-128.